# Yankı Erel
Yankı Erel (* 25. September 2000 in Tekirdağ) ist ein türkischer Tennisspieler.

## Karriere
Yankı Erel erzielte vielversprechende Erfolge auf der ITF Junior Tour. 2018 spielte er auf dieser alle Grand-Slam-Turniere. Im Einzel erreichte er dabei einmal das Achtelfinale bei den Australian Open, im Doppel spielte er an der Seite des Finnen Otto Virtanen und gewann in Wimbledon den Titel. Auf dem Weg dorthin gaben sie nur einen Satz ab und gewannen siebenmal einen Satz im Tie-Break. Nach seinem Sieg stand Erel in der Junior-Weltrangliste mit Platz 16 auf seinem Karrierehoch. Ab 2019 spielt er bei den Profis.
Dort schaffte er im Einzel noch nie mehr als einen Sieg. Im Doppel gelang ihm bereits 2017 auf der ITF Future Tour der erste Titel. Zudem spielte er in İzmir sein erstes Match auf der ATP Challenger Tour und stand in Antalya dank einer Wildcard das erste Mal im Hauptfeld eines ATP-Tour-Events. An der Seite seines Landsmannes Sarp Ağabigün blieb er gegen Roman Jebavý und Philipp Oswald aber chancenlos. In der Tennisweltrangliste wird er derzeit nicht geführt.

## Erfolge
| Legende (Anzahl der Siege) |
| Grand Slam                 |
| ATP Finals                 |
| ATP Tour Masters 1000      |
| ATP Tour 500               |
| ATP Tour 250               |
| ATP Challenger Tour (1)    |

### Doppel

#### Turniersiege
| Nr. | Datum             | Turnier  | Belag     | Partner            | Finalgegner                        | Ergebnis  |
| --- | ----------------- | -------- | --------- | ------------------ | ---------------------------------- | --------- |
| 1.  | 7. September 2024 | Istanbul | Hartplatz | Aleksandre Bakschi | August Holmgren Johannes Ingildsen | 7:64, 7:5 |